# Breed (utwór)
Breed – utwór amerykańskiego grunge’owego zespołu Nirvana, który znalazł się na 4. pozycji na albumie Nevermind, wydanym w 1991 roku.

## Historia
Autorem tekstu jest Kurt Cobain, natomiast muzykę skomponowali: Cobain, Krist Novoselic i Dave Grohl. W pierwotnej wersji utwór nosił nazwę „Immodium” (słowo wymawiane przez Cobaina w nagraniu, jest to preparat loperamidu).
Utwór został użyty w grze komputerowej MotorStorm, Major League Baseball 2K7 oraz w filmie Shoot 'Em Up.

## Wersje
Oprócz albumu Nevermind utwór znalazł się również: 
- w wersji koncertowej z 1991, na DVD Live! Tonight! Sold Out!! wydanym w 1994
- w wersji koncertowej z 1989, na albumie koncertowym From the Muddy Banks of the Wishkah wydanym w 1996
- na box secie With the Lights Out – jest to wersja zmiksowana w 1991 przez Butcha Viga
- na tym samym box secie jako domowe demo wyprodukowane przez Butcha Viga

## Covery
- Ed Gein, album Judas Goats & Dieseleaters
- Dog Fashion Disco
- Feeder (ta wersja nie została wydana na żadnym albumie[1])
- Otep, album The Ascension